# Horacio Durán Navarro
Horacio Durán Navarro (1923-México, D.F., 4 de noviembre de 2009) fue, sin tener los estudios universitarios y los grados académicos correspondientes, un arquitecto, pintor y escenógrafo mexicano, catedrático de diseño industrial desde la década de 1960 en la Facultad de Arquitectura de la Universidad Nacional Autónoma de México (donde impartió los cursos del "área de seminarios de la cultura", y donde recibió el nombramiento de profesor emérito), fundador de los cursos de diseño en México (en 1959) en la Universidad Iberoamericana, miembro del Partido Comunista Mexicano, experto en la teoría del diseño y fundador del Centro de Investigaciones de Diseño Industrial (CIDI-UNAM) y de la Escuela de Diseño Industrial y pionero en México tanto del desarrollo del diseño industrial, en el que integró las vanguardias internacionales a la carga cultural mexicana, como del diseño de envases e interiores y en el montaje de exposiciones. Los muebles que diseñó (asientos, muebles de fabricación artesanal, el primer sillón fabricado con casco de plástico reforzado con fibra de vidrio) tanto él como Clara Porset son una muestra de lo mejor del inicio del mueble contemporáneo mexicano. Propuso, también, el diseño de la carrocería de un nuevo coche deportivo (que, aunque no se produjo por falta de presupuesto, se habría elaborado en la planta abandonada de Fiat en Ciudad Sahagún).

## Principales contribuciones
- 1949- Colaboración en la revista Espacios.
- Diseño de muebles con estilo "mexicano" con nuevos materiales y procesos industriales.
- Fundó el CIDI UNAM (Centro de Investigaciones de Diseño Industrial).
- Pionero en el diseño de envase, al preparar una línea completa de perfumes.